# Николе, Орель
Оре́ль Николе́ (фр. Aurèle Nicolet; 22 января 1926, Невшатель — 29 января 2016, Фрайбург-им-Брайсгау, Германия) — швейцарский флейтист и педагог.

## Биография
Получил первую премию Парижской консерватории (1947), дважды удостоен первой премии Международного конкурса исполнителей в Женеве (1942, 1948). В 1950—1959 — первый флейтист Берлинского филармонического оркестра, куда его пригласил Вильгельм Фуртвенглер.

## Творческие контакты
Широко концертировал. Выступал в ансамбле с Борисом Берманом, Хайнцем Холлигером, К. Жакоте, Т. Деменгой и др.

## Педагогическая деятельность
Профессор Берлинской консерватории (1952—1965). Вел мастер-класс во Фрайбургской Высшей школе музыки (1965—1981). В числе известных учеников —  Ирена Графенауэр.

## Признание
Ему посвящали сочинения Тору Такэмицу, Дьёрдь Лигети, Эдисон Денисов.